# Benjamin Chabanet
Benjamin Chabanet (ur. 4 listopada 1988 w Vichy) – francuski wioślarz.

## Osiągnięcia
- Mistrzostwa Świata Juniorów – Amsterdam 2006 – dwójka podwójna – 7. miejsce[1].
- Mistrzostwa Świata U-23 – Glasgow 2007 – czwórka podwójna – 2. miejsce[1].
- Mistrzostwa Europy – Poznań 2007 – czwórka podwójna – 8. miejsce[1].
- Mistrzostwa Świata U-23 – Račice 2009 – czwórka podwójna – 4. miejsce[1].
- Mistrzostwa Europy – Montemor-o-Velho 2010 – czwórka podwójna – 9. miejsce[1].